# 霍赫維爾德山
46°45′59″N 11°1′25″E / 46.76639°N 11.02361°E

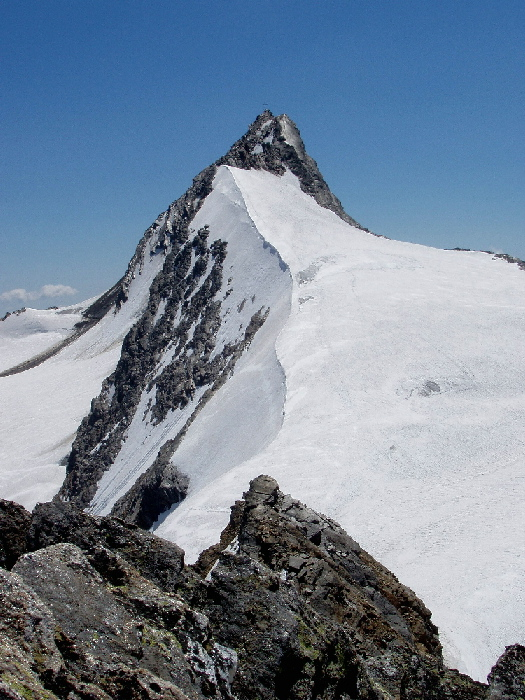

霍赫維爾德山（德語：Hochwilde），是中歐的山峰，位於奧地利和意大利接壤的邊境，屬於奧茲塔爾阿爾卑斯山脈的一部分，海拔高度3,482米，每年平均降雨量1,426毫米，人類在1858年首次登頂。